# Гунсрюк

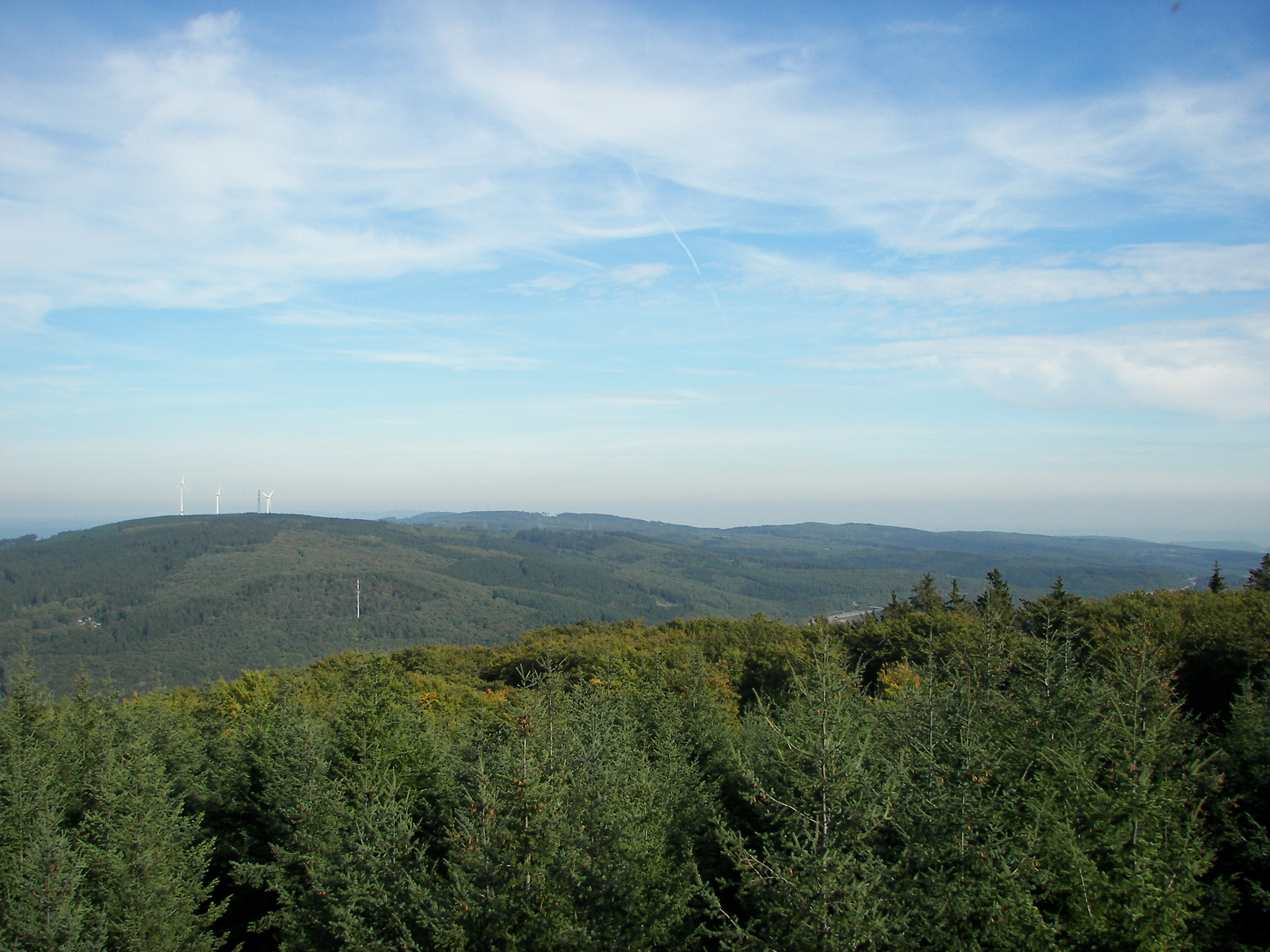
Гунсрюк в районі Бінгена

50°00′ пн. ш. 7°30′ сх. д. / 50° пн. ш. 7.5° сх. д.
Гу́нсрюк (нім. Hunsrück) — гірський масив на заході Німеччини, на території федеральних земель Рейнланд-Пфальц і Саарланд. Довжина — близько 100 км.
Масив складений переважно сланцями і кварцитами. Букові і ялинові ліси, луки, торфовища.

## Географія
Гунсрюк утворює (разом із Таунусом) південний кордон Рейнських Сланцевих гір, найдавнішого гірського утворення на території Німеччини. Він розташований на заході Середньорейнсьокого розлому і тягнеться з південного-заходу на північний-схід між річками Мозель (нім. Mosel) і Нае (нім. Nahe). Зараз Хунсрюк являє собою значною мірою зруйноване часом високогірря, середньою висотою 500 м над рівнем моря, яке в своїй південній частині, в долині річки Нае, протягнуло вкриті густими лісами хребти — Хохвальд, Ідарвальд, Зоонвальд і Бінгер Вальд. Найвища точка — гора Ербескопф, заввишки 816 м. На півночі плоскогір'я різко обривається, розсічене численними долинами, спрямованими в бік Рейну і Мозеля.

## Населення і економіка
У зв'язку із суворим гірським кліматом і віддаленим розташуванням гірського масиву від транспортних шляхів, Гунсрюк заселений досить рідко. Мешканці невеличких селищ, оточені лісом, на відвойованих у дерев землі, створюють цілинні поля, де розводять картоплю і овочі. Розвинене скотарство. На невеличких підприємствах, створених декількома селянськими сім'ями, перероблюється в більшості продукція скотарства. 
Після другої світової війни значне місце в економіці цього гірського регіону посіла індустрія відпочинку і туризму, яка благодатно впливає на економічний клімат регіону. Суміжні долини, завдяки своєму захищенному положенню, відзначаються вельми сприятливим для садівництва і виноробства кліматом, були вже давно, з початку ХХ століття відкриті туристами і охоче ними відвідуються.